# Šentjurij na Dolenjskem
Šentjurij na Dolenjskem je naselje u slovenskoj Općini Mirnoj Peči. Šentjurij na Dolenjskem se nalazi u pokrajini Dolenjskoj i statističkoj regiji Jugoistočnoj Sloveniji. 

## Stanovništvo
Prema popisu stanovništva iz 2002. godine naselje je imalo 73 stanovnika.